# Calvos e Frades
Calvos e Frades (oficialmente, União das Freguesias de Calvos e Frades) é uma freguesia portuguesa do município da Póvoa de Lanhoso, com 8,61 km² de área e 742 habitantes (censo de 2021). A sua densidade populacional é 86,2 hab./km².

## História
Foi criada aquando da reorganização administrativa de 2012/2013, resultando da agregação das antigas freguesias de Calvos e Frades.

## Demografia
A população registada nos censos foi:
| Distribuição da População por Grupos Etários | Distribuição da População por Grupos Etários | Distribuição da População por Grupos Etários | Distribuição da População por Grupos Etários | Distribuição da População por Grupos Etários |
| -------------------------------------------- | -------------------------------------------- | -------------------------------------------- | -------------------------------------------- | -------------------------------------------- |
| Ano                                          | 0-14 Anos                                    | 15-24 Anos                                   | 25-64 Anos                                   | > 65 Anos                                    |
| 2001                                         | 151                                          | 147                                          | 369                                          | 133                                          |
| 2011                                         | 112                                          | 94                                           | 405                                          | 142                                          |
| 2021                                         | 92                                           | 87                                           | 374                                          | 189                                          |

À data da junção das freguesias, a população registada no censo anterior (2011) foi:
| Freguesia atual                         | Freguesia atual  | Freguesia atual | Freguesias antigas | Freguesias antigas | Freguesias antigas |
| Freguesia                               | População (2011) | Área (km²)      | Freguesia          | População (2011)   | Área (km²)         |
| --------------------------------------- | ---------------- | --------------- | ------------------ | ------------------ | ------------------ |
| União das Freguesias de Calvos e Frades | 753              | 8,61            | Calvos             | 483                | 4,48               |
| União das Freguesias de Calvos e Frades | 753              | 8,61            | Frades             | 270                | 4,13               |